# Лошите
Лошите е българска рап група от град Варна създадена в края на 1998 г. Известни са с тежкия мелодичен аранжимент, уличните рими и груби текстове.

## Кариера
В края на 1998 г. 2 Лица среща Георги Георгиев, по-известен под имената Жо или Гошо Малкия, и така започна всичко. През 2001 г. двамата подписват договор с Мишо Шамара за работа в неговия лейбъл R&B Records и следва най-големият успех за тях. Малко по-късно излиза и дебютния им албум „Лошите“, издаден под името „Лоу-лошите“, който се продава в над 30 000 тираж. Следват 3 години в участия и подготвяне на втори албум под работното заглавие „Златна обложка“, който така не беше издаден.
Започват ново начало, с нови идеи и доста по-осъзнати текстове, вече не толкова вулгарни, а повече поучителни. Така се слага началото на
албума „Зарибен“, а артистичните псевдоними са съкратени на 2 & JO. Последват участията на Лицето, Тафо, Ка$ино, Вальо Кита и Ndoe. Впоследствие 2 & Жо решават, че е време всеки да поеме по свой професионален път за известно време, което довежда до създаването на нова група от 2 Лица, наречена Varna Sound.

## Дискография
- Лошите (2002)
- Златна обложка (2004)
- Източната част (2005)
- Зарибен (2007)
- Out (2015)